# Kováčová (Banská Bystrica)
|  | No s'ha de confondre amb Kováčová (Košice). |

Kováčová és un poble i municipi d'Eslovàquia que es troba a la regió de Banská Bystrica.

## Història
La primera menció escrita de la vila es remunta al 1254.

## Demografia
| Godina             | 1994 | 2004   | 2014   | 2024    |
| ------------------ | ---- | ------ | ------ | ------- |
| Nombre de persones | 1381 | 1439   | 1488   | 1695    |
| Diferència         |      | +4,19% | +3,40% | +13,91% |

| Godina             | 2023 | 2024   |
| ------------------ | ---- | ------ |
| Nombre de persones | 1648 | 1695   |
| Diferència         |      | +2,85% |